# Pocsia marattiae
Pocsia marattiae är en svampart som beskrevs av Vezda 1975. Pocsia marattiae ingår i släktet Pocsia, ordningen Verrucariales, klassen Eurotiomycetes, divisionen sporsäcksvampar och riket svampar.   Inga underarter finns listade i Catalogue of Life.